# Urera aurantiaca
Urera aurantiaca es una especie botánica de planta con flores dioicas, perteneciente a la familia Urticaceae. Su distribución incluye las Antillas, Belice, Cuba, Puerto Rico, Trinidad y Tobago, y de México, Costa Rica; El Salvador; Guatemala; Honduras; Nicaragua; Panamá, Colombia, Venezuela, Brasil, Argentina, Bolivia y Perú.
Es un arbusto que crece en cinco años hasta 5 m, pero lo común es 1-2 dm de altura,  tallos con aguijones agudos de 2-7 mm; ramas rojizas, con pelos pungentes urticantes;  hojas aovadas redondeadas a aovadas oblongas, de 1-4 dm x 0,3-3 dm, agudas a acuminadas, redondeadas en la base, aserradas a sinuado-detadas, y pelos pungentes encorvados en el envés; pecíolos de 2-20 cm e inflorescencias en cimas ramificadas, flores dioicas. Fruto blanquecino a rosado, de 3-5 mm. 

## Ecología
Se ubica entre el nivel del mar y los 900 m s. n. m. Aunque en Colombia ha sido vista a 1700 m s. n. m. en el cañón del río Combeima en Tolima (Colombia). Es considerada una maleza en plantaciones sombreadas de café y en otros cultivos.

## Nombres comunes
En Paraguay se lo denomina comúnmente Pyno Guasu